# BGM-71 TOW

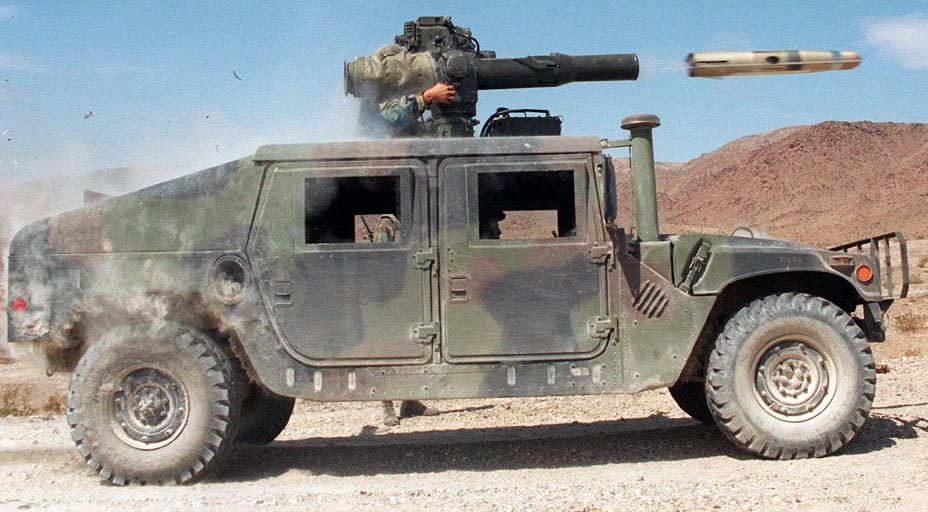
Lancio di un missile TOW da un HMMWV dell'US Army.

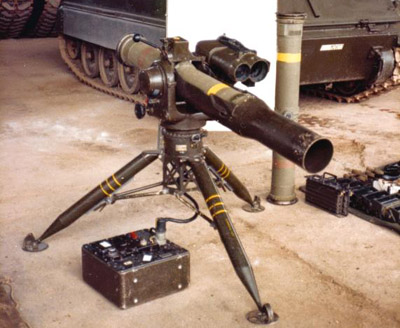
Lanciatore TOW dell'Esercito Italiano

Il BGM-71 TOW (T.O.W. è l'acronimo di Tube-launched Optically-tracked Wire-guided, cioè missile tracciato otticamente, guidato via cavo, lanciato da tubo) è un sistema d'arma controcarro a lunga gittata filoguidato di seconda generazione con guida semiautomatica del missile  tramite sorgente infrarossa (SACLOS).
Entrò in servizio nel 1972  presso l'esercito USA e fu impiegato nel conflitto in Vietnam, prima dalla fanteria e poi anche a bordo degli elicotteri, dotati di appositi lanciatori. Ebbe grande successo e diffusione, venendo realizzato in oltre 300.000 esemplari nei primi 12 anni e in un gran numero anche nei decenni successivi.
In origine, la gittata era di 2950/3000m se in buone condizioni meteo, se il terreno non presentava specchi d'acqua e la perforazione era di 500-600mm, ma poi queste prestazioni sono state migliorate. Il costo si aggira attorno ai 12.000 dollari nei modelli più recenti.
Il TOW può essere equipaggiato con diversi missili. Il missile "base", con un peso di poco inferiore ai 19 kg e una testa di 127mm, può sviluppare una velocità massima iniziale di 345 m/s ed è in grado di penetrare fino a 900 mm con la sua testata più perforante. Il TOW è dotato di testata HEAT. Si tratta di una testata a carica cava, ovvero dotata di un'ogiva allungata che garantisce una distanza di stand-off ottimale per la formazione, con l'esplosione della carica, di un getto di plasma ad altissima temperatura e velocità. Il getto di plasma esercita sul bersaglio una pressione di migliaia di chilogrammi per cm2, garantendo al missile una capacità di penetrazione molto alta e facendo arrivare a migliaia di gradi la temperatura all'interno del carro, provocando spesso lo scoppio delle munizioni trasportate.
Nella configurazione usata dalla fanteria,9 il sistema d'arma è composto da 6 parti principali:
1. Treppiede
2. Affustino (congegno di direzione e di sparo)
3. Elettronica di guida
4. C.P.R. (congegno di puntamento e di rilevazione obiettivo)
5. Tubo di lancio
6. Contenitore con il missile

Il missile TOW può essere lanciato non solo dalla fanteria ma anche a bordo di veicoli ruotati (senza l'ausilio del treppiede ma con appositi agganci), cingolati o perfino da elicotteri (con appositi lanciatori).

## Utilizzatori
- Afghanistan
- Argentina
- Bahrein

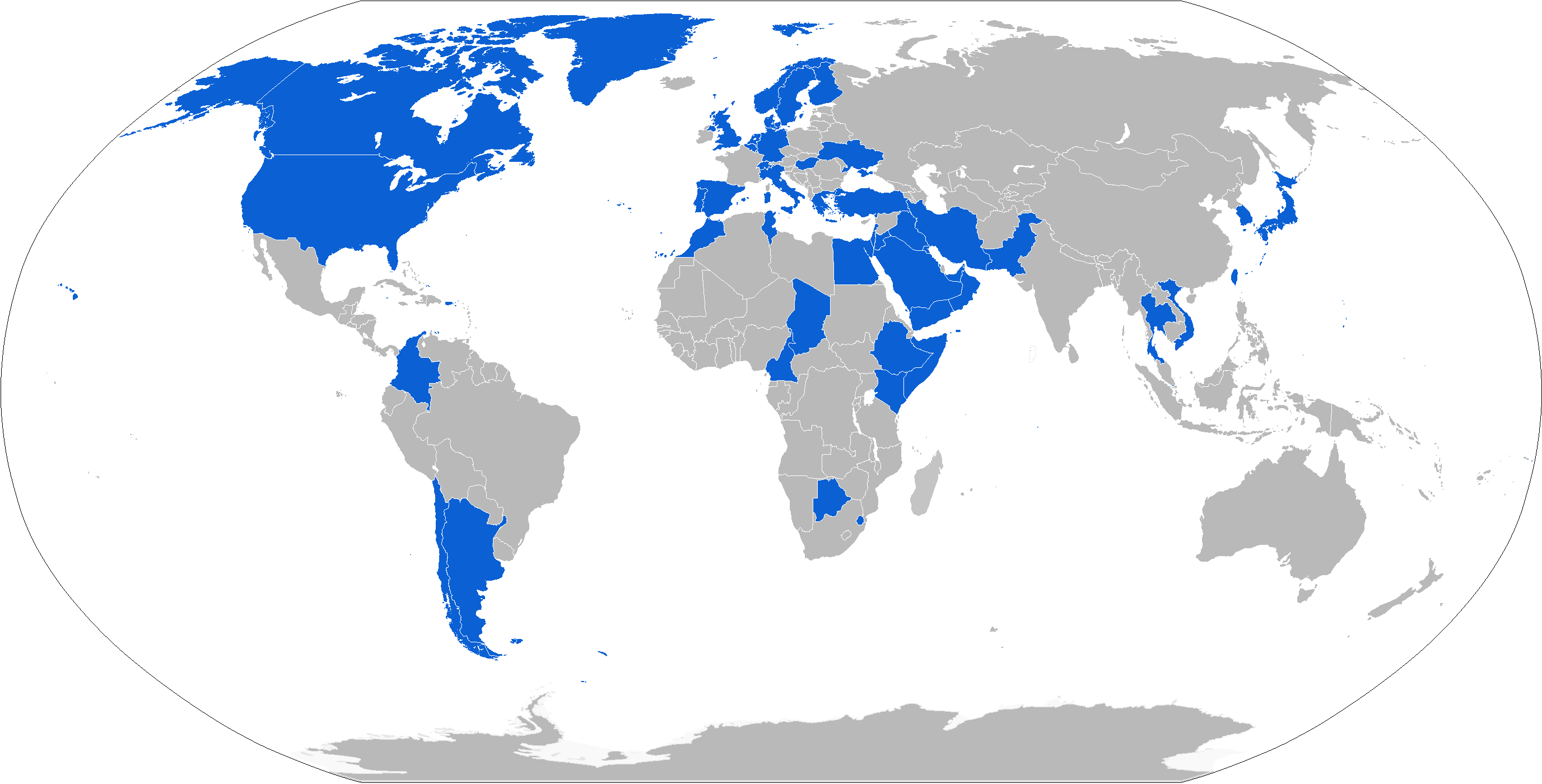
operatori

- Belgio: AgustaWestland AW109 A109 AH(L)-TOW
- Botswana
- Camerun
- Canada
- Croazia
- Cile
- Ciad
- Colombia
- Danimarca
- Egitto

L’Egitto ha ottenuto più di 20.000 missili TOW in più varianti nel corso degli anni. A maggio 2022, Il Dipartimento di Stato degli USA ha autorizzato la vendita di 5.000 missili anticarro TOW 2A RF in un accordo che potrebbe valere fino a 691 milioni di dollari.
- Ungheria
- Germania
- Grecia
- Iran: di produzione locale chiamato "Toophan" (طوفان)
- Iraq: versione iraniana
- Israele
- Italia: in sostituzione con spike e Milan
- Giappone
- Giordania
- Kenya
- Kuwait
- Libano: montati su Humvee
- Lussemburgo
- Messico
- Marocco
- Norvegia
- Oman
- Pakistan
- Filippine[2]
- Portogallo
- Arabia Saudita
- Singapore
- Somalia
- Corea del Sud
- Spagna
- Svezia
- Svizzera
- Thailandia
- Tunisia
- Turchia
- Stati Uniti
- Vietnam
- Yemen